# Eric Davis (football)
Eric Javier Davis Grajales, né le 31 mars 1991 à Colón au Panama, est un footballeur international panaméen jouant au poste de défenseur.

## Biographie

### Parcours en club
Libre depuis son départ du DAC Dunajská Streda au printemps 2023, Eric Davis s'engage jusqu'à la fin de la saison 2023 à D.C. United le 3 août 2023. Il dispute son premier match avec le club le jour même, entrant en jeu dans une défaite aux tirs au but face au Union de Philadelphie en seizièmes de finale de Leagues Cup,.

### Parcours en sélection
Il participe avec l'équipe du Panama des moins de 20 ans à la Coupe du monde des moins de 20 ans 2011 organisée en Colombie. 
Il reçoit sa première sélection en équipe du Panama lors de l'année 2010. 
Il figure dans le groupe des sélectionnés lors des Gold Cup de 2011 et de 2015. Le Panama atteint les demi-finales de cette compétition en 2011 puis à nouveau en 2015.
Il fait partie de la liste des 23 joueurs panaméens sélectionnés pour disputer la Coupe du monde de 2018 en Russie, la première de l'histoire du Panama. Il participe à deux matchs de poules en tant que titulaire : l'un face à la Belgique (défaite 3-0) et l'autre face à l'Angleterre (défaite 6-1). 

## Palmarès

### En club
Árabe Unido
- Champion du Panama en Apertura II 2009.

 Sporting '89
- Vice-champion du Panama en Apertura 2014.

 DAC Dunajská Streda
- Vice-champion de Slovaquie en 2019 et 2021.

### En sélection
Panama
- Finaliste de la Copa Centroamericana en 2017.
- Finaliste de la Gold Cup en 2023.